# 紀靈

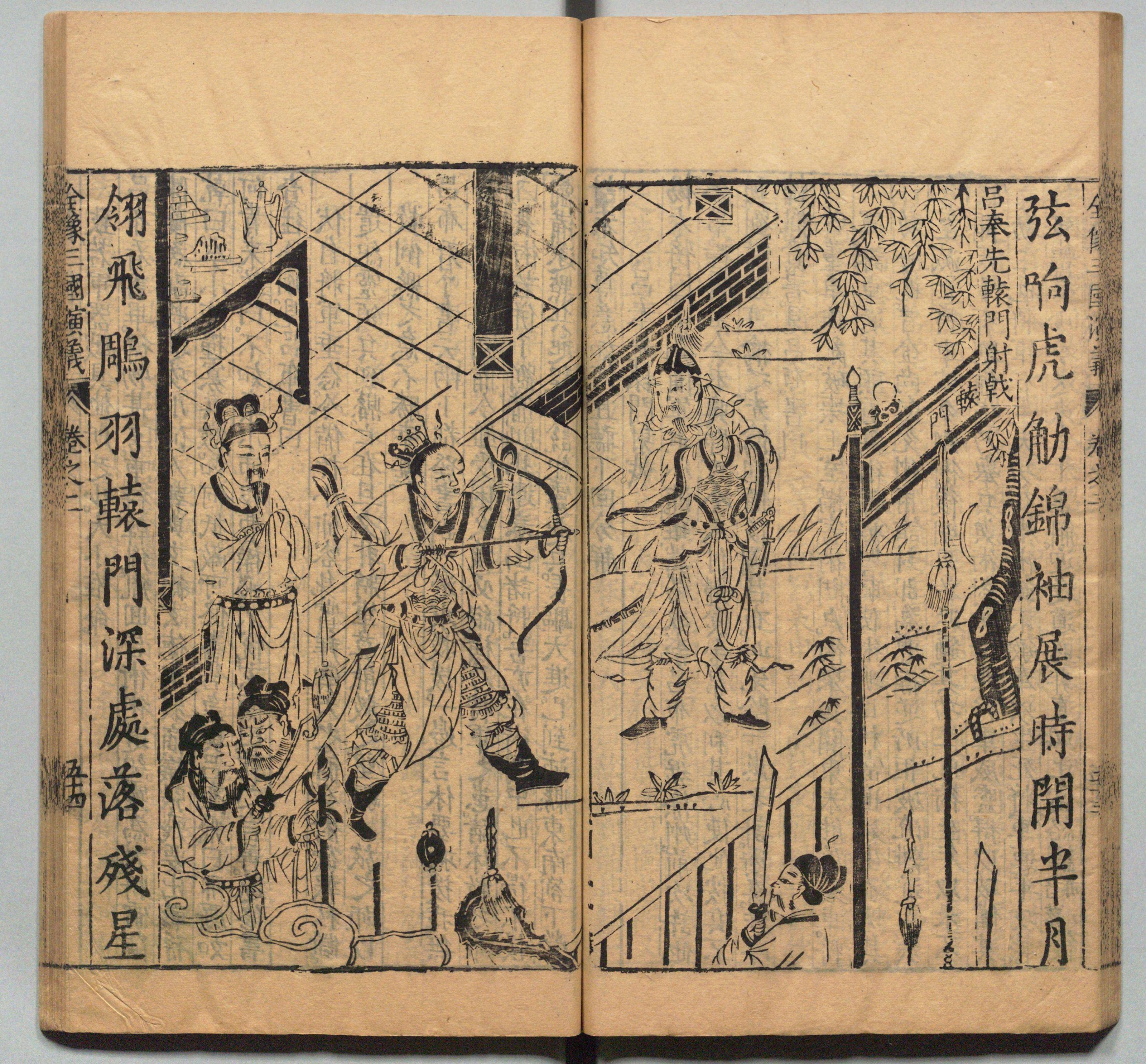
周曰校插图版《三国志通俗演义》中的吕布辕门射戟

紀靈(活跃期196)，東漢末年人物，袁術部下。

## 生平
建安元年（196年）劉備東擊袁術，呂布襲取下邳，劉備還歸呂布。呂布遣劉備屯小沛。呂布自稱徐州刺史。袁術遣將紀靈等步騎三萬攻備，劉備求救于呂布。呂布諸將謂呂布曰：「將軍常欲殺劉備，今可假手於袁術。」呂布答道：「不對，袁術若破劉備，我跟泰山諸將都會被袁術包圍，不得不救。」便嚴選步兵千人、騎兵二百趕往劉備處。紀靈等聞呂布至，皆斂兵不敢復攻。呂布於沛西南一里安屯，遣人邀請劉備、紀靈等赴宴。呂布謂紀靈：「劉備，呂布弟也。弟為諸君所困，故來救之。呂布性不喜合鬭，但喜解鬭耳。」呂布令門候于營門中舉一隻戟，呂布說：「諸君觀布射戟小支，一發中者諸君當解去，不中可留決鬭。」呂布舉弓射戟，正中戟小支。諸將皆驚，言「將軍天威也！」，明日復歡會，然後各罷兵。此後正史上再也沒有紀靈的記載。

## 艺术形象

### 演義中的紀靈
在三國演義中的紀靈有較多的描述，被描寫為山東出身的袁術軍麾下大將，慣使兵器三尖兩刃刀，曾與關羽進行過單挑，大战三十余合不分勝負（嘉靖本是二十余合），紀靈大叫少歇，撥馬回陣，紀靈回陣後便派出副將荀正與關羽單挑，被關羽一刀斬殺；而後又率領大軍進攻劉備，卻被呂布以轅門射戟一事而勸和。曾向袁術獻「疏不間親之計」說服袁術聯姻呂布欲使呂布不再援救劉備，但被陳珪等人阻擾而失敗。袁術失勢後，在與袁術一同北上投靠袁紹的途中遭遇到劉備軍的進攻，在單挑中敗給了張飛而戰死。

### 動漫作品
- 三國演義
- 《蒼天航路》（王欣太）
- 《火鳳燎原》（陳某）